# مرکز خرید نورت

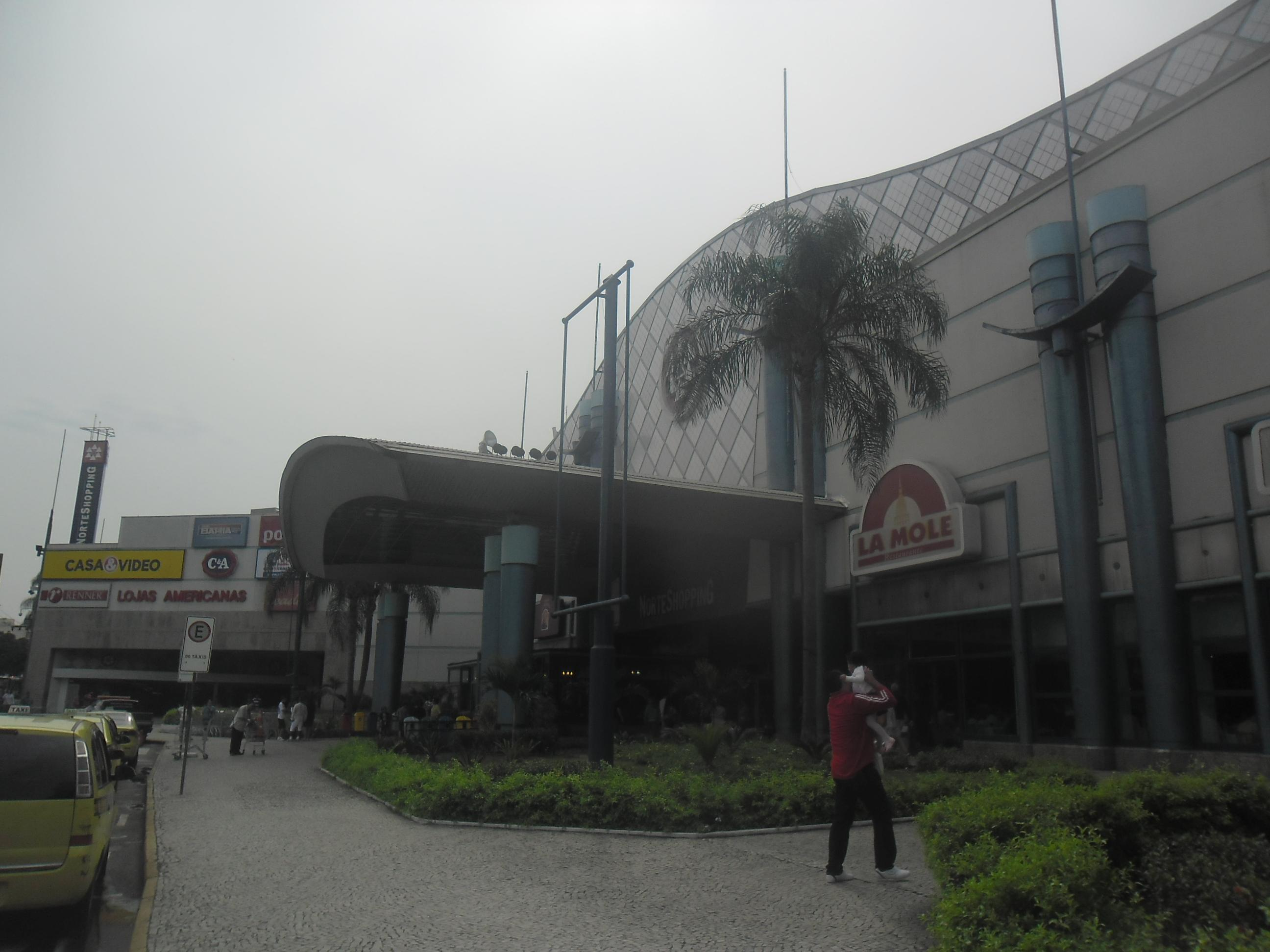
تصویری از ورودی مرکز خرید

مرکز خرید نورت (Norte Shopping) دومین مرکز خرید بزرگ در کشور برزیل و بزرگترین مرکز خرید در ریودوژانیرو می‌باشد.
این مرکز خرید دارای امکانات و مکان‌های مختلفی نظیر مغازه، فروشگاه، کالج، مدرسه، سالن تئاتر، مرکز پزشکی و… است.